# Astragalus cordatus
Astragalus cordatus är en ärtväxtart som beskrevs av Aleksandr Andrejevitj Bunge. Astragalus cordatus ingår i släktet vedlar, och familjen ärtväxter. Inga underarter finns listade i Catalogue of Life.